# Komety
Komety (рус. "Кометы") — польская рок-группа, основанная в 2003 году. Изначально существовала как второй проект музыкантов из группы «Partia» (с 1995 г.). Впервые дебютировала в фильме «Głośniej od bomb» (2002 год). 
Первый альбом группа записала в 2003 году, который и считается годом основания группы.

## Дискография
- 2003 — Komety (Jimmy Jazz Records[англ.])
- 2005 — Via Ardiente[пол.]
- 2006 — «Via Ardiente» — English version
- 2006 — «Komety 2004—2006» (Jimmy Jazz Records; в альбом вошли песни, ранее публиковавшиеся только на различных сборниках, ранее не публиковавшиеся песни и новые песни, написанные специально для этого альбома)
- 2007 — Akcja v1
- 2008 — Akcja v1 — English version
- 2008 — The Story of Komety / The Story of Komety (польская версия)
- 2008 – Złoto Azteków[пол.]
- 2011 – Luminal
- 2014 – Paso Fino
- 2016 – Bal nadziei[пол.]
- 2020 – Alfa Centauri